# Turiška vas, Slovenj Gradec
Turiška vas je naselje v Mestni občini Slovenj Gradec.
Turiška vas leži 6 km iz Slovenj Gradca proti Velenju.  
V Turiški vasi deluje tudi Prostovoljno gasilsko društvo Turiška vas, ki je center vsega dogajanja v vasi. (http://pgd.turiskavas.si)